# Ruthenium
Ruthenium is een scheikundig element met symbool Ru en atoomnummer 44. Het is een zilverwit overgangsmetaal.

## Ontdekking
Berzelius en Osann bestudeerden, onafhankelijk van elkaar, in 1827 het residu dat achterbleef wanneer ruw platina, afkomstig uit het Oeralgebergte, werd opgelost in koningswater. Berzelius vond geen ongebruikelijke metalen, maar Osann dacht drie nieuwe ontdekt te hebben. Één daarvan noemde hij ruthenium, naar het Latijnse woord voor Rusland, Ruthenia.
Osann trok zijn bewering later weer in, omdat noch hij, noch Berzelius zijn experiment succesvol kon herhalen. De Baltisch-Duitse chemicus Karl Claus kon in 1844 aantonen dat Osanns rutheniumoxide onzuiver was en toch wel een nieuw metaal bevatte; hij nam de naam ruthenium over die Osann had bedacht. Claus geldt daarom als de ontdekker van ruthenium.

## Toepassingen
Ruthenium wordt soms in kleine hoeveelheden toegevoegd aan titanium-, platina- en palladiumlegeringen om ze hard en slijtvast te maken. Een toevoeging van 0,1% ruthenium aan titanium zorgt voor een honderdvoudige toename van de corrosiebestendigheid. Ook als katalysator kan ruthenium worden gebruikt, bijvoorbeeld bij de scheiding van waterstofsulfide onder invloed van licht. Recent onderzoek wijst uit dat grote metallo-organische complexen van ruthenium een rol kunnen spelen bij de bestrijding van kanker.
Metallo-organische complexen worden in galvanische processen toegepast om lagen met een dikte van ca. 0,2 μm neer te slaan als contactmateriaal, zoals in reedcontacten. Rutheniumoxiden worden gebruikt als coating in titaniumanoden in chloraatcellen of chloridecellen.

## Opmerkelijke eigenschappen
Aan de lucht oxideert ruthenium pas bij verhoogde temperaturen (800 °C). Het metaal heeft vier kristalvormen. De α-vorm gaat bij 1308 K over in de β-vorm, deze bij 1473 K in de γ-vorm, dan bij 1773 K wordt de δ-fase gevormd die bij ca. 2700 K smelt. Het metaal is bestand tegen zowel hete als koude zuren, inclusief koningswater, maar indien kaliumchloraat aan de oplossing wordt toegevoegd explodeert het. Rutheniumchemie is vrij ingewikkeld doordat het element in rijke variëteit van oxidatietoestanden kan voorkomen. De belangrijkste daarvan zijn +2, +3 en +4.

## Vindplaatsen
Ruthenium wordt samen met andere metalen van de platinagroep gevonden in ertsen in Rusland, Canada, Zuid-Afrika en Noord- en Zuid-Amerika. Ook wordt het aangetroffen, samen met andere metalen uit de platinagroep, in de mineralen pentlandiet uit de regio Sudbury, Ontario en in pyroxenietafzettingen in Zuid-Afrika. Het wordt gewonnen via een complex chemisch proces; de laatste stap bestaat uit de reductie met waterstof van ammoniumrutheniumchloride waarna het metaal in poedervorm overblijft. Het poeder kan dan door middel van argonbooglassen tot een solide stuk metaal samengesmolten worden.

## Isotopen
| Stabielste isotopen | Stabielste isotopen | Stabielste isotopen      | Stabielste isotopen      | Stabielste isotopen      | Stabielste isotopen      |
| Iso                 | RA (%)              | Halveringstijd           | VV                       | VE (MeV)                 | VP                       |
| ------------------- | ------------------- | ------------------------ | ------------------------ | ------------------------ | ------------------------ |
| 96Ru                | 5,52                | stabiel met 52 neutronen | stabiel met 52 neutronen | stabiel met 52 neutronen | stabiel met 52 neutronen |
| 97Ru                | syn                 | 2,9 d                    | EV                       | 1,115                    | 97Tc                     |
| 98Ru                | 1,88                | stabiel met 54 neutronen | stabiel met 54 neutronen | stabiel met 54 neutronen | stabiel met 54 neutronen |
| 99Ru                | 12,7                | stabiel met 55 neutronen | stabiel met 55 neutronen | stabiel met 55 neutronen | stabiel met 55 neutronen |
| 100Ru               | 12,6                | stabiel met 56 neutronen | stabiel met 56 neutronen | stabiel met 56 neutronen | stabiel met 56 neutronen |
| 101Ru               | 17,0                | stabiel met 57 neutronen | stabiel met 57 neutronen | stabiel met 57 neutronen | stabiel met 57 neutronen |
| 102Ru               | 31,6                | stabiel met 58 neutronen | stabiel met 58 neutronen | stabiel met 58 neutronen | stabiel met 58 neutronen |
| 103Ru               | syn                 | 39,26 d                  | β−                       | 2,660                    | 103Rh                    |
| 104Rh               | 18,7                | stabiel met 60 neutronen | stabiel met 60 neutronen | stabiel met 60 neutronen | stabiel met 60 neutronen |
| 105Ru               | syn                 | 4,4 u                    | β−                       | 1,917                    | 105Rh                    |
| 106Ru               | syn                 | 373,59 d                 | β−                       | 6,547                    | 106Rh                    |

In de natuur komt ruthenium op aarde voor als zeven verschillende stabiele isotopen. De stabielste radio-isotoop is ruthenium-106 (106Ru) met een halveringstijd van ruim 373 dagen. In totaal zijn er 15 radioactieve isotopen bekend. Het grootste deel daarvan vervalt in minder dan vijf minuten.

## Toxicologie en veiligheid
Het vluchtige rutheniumtetraoxide (RuO4) is uiterst giftig en explosief. Het wordt soms gebruikt in plaats van osmiumtetraoxide als contrastmiddel bij gebruik van een transmissie-elektronenmicroscoop, met name voor polymeren die niet met OsO4 reageren. In de biologie speelt ruthenium geen rol van betekenis, maar het kan zich opeenhopen in botten en is misschien kankerverwekkend.